# アスティス
株式会社アスティス （英: ASTIS CO.,LTD.）は、医薬品・衛生材料・化粧品の卸売を中心とする日本の企業。現在はスズケングループの一社である。医薬品の卸売手。社名は四国四県の旧称「A:阿波、S:讃岐、T:土佐、I:伊予」からとったものである。両端のＡとＩは「愛」で新会社をみんなが愛する会社にしたいという願いが込められている。最後のＳは四国の「Ｓ」をつけたものである。

## 沿革
- 1719年 - 徳島県板野郡川内町（現・徳島市川内町）に鈴江日進堂を開業。家伝薬製造開始。
- 1890年 - 鈴江日進堂が徳島県西新町（当時）に移転。薬品卸を開始。
- 1948年 4月 - 愛媛県新居浜市にて、薬剤師藤田二郎が大新薬品株式会社を設立。
- 1949年 4月 - 鈴江日進堂株式会社を設立。
- 1963年 - 鈴江日進堂が徳島県小松島市の冨士谷薬品卸部を合併。
- 1968年 6月 - 大新薬品と愛媛県の南予地区を拠点としていた新進薬品が合併、愛媛県全域を営業圏とする。
- 1985年 6月 - 大新薬品が鈴江日進堂を合併し株式会社エイワに商号変更。
- 2000年 4月 - エイワ、神原薬業及びヤクオーの三社が合併し、株式会社アスティスとなる。
- 2001年 1月 - アスティスと徳島県のクニミ薬品が合併。
- 2003年
  - 5月 - 株式会社スズケンと業務提携を締結。
  - 10月 - 自社及びダイワ薬品、弘和薬品、コバショウの4社の薬粧部門を統合・承継する新会社「株式会社青瑛」を設立。
- 2004年
  - 9月 - ジャスダックへの株式上場廃止。
  - 10月 - スズケンとの株式交換により、スズケンの完全子会社となる。
- 2005年6月 - 本社機能を松山市に集約。
- 2006年4月 - 松山本社への本店移転登記。支社・営業所の名称を、営業部・支店に変更。
- 2010年7月 - アスティス誕生10周年記念として、各県の社会福祉協議会へ車椅子を150台寄贈（寄贈累計台数1,150台） 各支店へAED（自動体外式除細動器）を設置
- 2012年4月 - 次世代認定マーク「くるみん」取得
- 2016年4月 - 高知事業所に災害発生時使用の飛行場外離着陸場（ヘリポート）を設置
- 2018年6月 - 「子育てサポート企業」認定
- 2023年4月 - アスティス誕生20周年記念としてキャッチフレーズ作成 「地域とともに20年～笑顔と健康を届けます」

## 事業所一覧
- 松山本社
- 新居浜物流センター
- 愛媛営業部
  - 松山支店、新居浜支店、今治支店、宇和島支店、まごころ情報館ハートショップ松山店
- 徳島営業部
  - 徳島支店、つるぎ支店
- 香川営業部
  - 高松支店、善通寺支店、まごころ情報館ハートショップ高松店
- 高知営業部
  - 高知支店（南国市）、幡多支店（宿毛市）

## 関連会社
- 株式会社メディシス
- 株式会社ガレノス

## 主な取り扱いメーカー
- 旭化成、アステラス製薬、池田模範堂、エーザイ、エスエス製薬、大塚製薬、キッセイ薬品工業、グラクソ・スミスクライン、第一三共、全薬工業、大正製薬、田辺製薬、中外製薬、ツムラ、テルモ、久光製薬、明治製菓　など